# Diggin'
Diggin' is een nummer van de Nederlandse zangeres Kovacs. Het nummer verscheen op haar debuutalbum Shades of Black uit 2015. Dat jaar werd het nummer uitgebracht als de tweede single van het album.

## Achtergrond
Diggin' is geschreven door Kovacs, Oscar Holleman en Liam Howe en geproduceerd door Holleman. In het nummer zingt Kovacs over haar muzikale voorbeelden, waaronder Nina Simone, Ella Fitzgerald en Shirley Bassey. Hiernaast gaat het over het einde van een relatie. Kovacs vertelde hierover in een interview met 3voor12: "Een soort zelfgekozen afsluiting, terugtrekken met de muziek als beste vriend."
Diggin' werd geen grote hit: het wist de Nederlandse Top 40 niet te bereiken en bleef steken op de tweede plaats in de Tipparade, terwijl het in de Single Top 100 niet verder kwam dan plaats 78. Desondanks verkreeg het nummer wel bekendheid. Zo riep het radiostation NPO 3FM de single uit tot 3FM Megahit. Daarnaast werd het gekozen voor de titeltrack van de film De Helleveeg uit 2016.

## Hitnoteringen

### Single Top 100
| Hitnotering: 11-04-2015 t/m 18-04-2015 | Hitnotering: 11-04-2015 t/m 18-04-2015 | Hitnotering: 11-04-2015 t/m 18-04-2015 | Hitnotering: 11-04-2015 t/m 18-04-2015 |
| Week                                   | 1                                      | 2                                      |                                        |
| -------------------------------------- | -------------------------------------- | -------------------------------------- | -------------------------------------- |
| Positie                                | 78                                     | 94                                     | uit                                    |

### NPO Radio 2 Top 2000
| Nummer met noteringen in de NPO Radio 2 Top 2000 | '15  | '16  | '17  | '18  |
| ------------------------------------------------ | ---- | ---- | ---- | ---- |
| Diggin'                                          | 1704 | 1324 | 1601 | 1896 |

1. ↑  Een vetgedrukt getal geeft de hoogste notering aan.
2. ↑  2015 was het eerste jaar met een notering voor dit nummer.
3. ↑  Deze tabel is bijgewerkt tot en met de laatste editie (2024).